# L'Artiste et le Mannequin
L'Artiste et le Mannequin er en fransk stumfilm fra 1900 af Georges Méliès.